# Isabelle Bauduin
Pour les articles homonymes, voir Bauduin.
Isabelle Bauduin, née le 29 juin 1968, est une joueuse française de football, évoluant au poste de milieu de terrain. 

## Biographie
Isabelle Bauduin évolue de 1982 à 1985 à l'AS Saint-Quentin, avec lequel elle est finaliste du Championnat de France de deuxième division 1983-1984. 
Elle dispute son seul match en équipe de France le 9 juin 1984 face à la Belgique (match nul 1-1), inscrivant le but égalisateur à la 79e minute.